# Wasilij Głazkow
Wasilij Antonowicz Głazkow, ros. Василий Антонович Глазков (ur. 19 lipca?/1 sierpnia 1909 w Debalcewe, Imperium Rosyjskie, zm. 12 maja 1992 w Azowie, w obwodzie rostowskim, Rosja) – rosyjski piłkarz, grający na pozycji obrońcy.

## Kariera piłkarska

### Kariera klubowa
W 1928 rozpoczął karierę piłkarską w drużynie Leniniec Taganrog, skąd w następnym roku przeniósł się do Dinama Taganrog. Potem do 1935 bronił barw Dinama Rostów nad Donem. Wiosną 1936 próbował swoich sił w Stachanowcu Stalino, ale powrócił do Dinama Rostów nad Donem. Na początku 1940 przeszedł do Dynama Kijów. Po ataku Niemiec na ZSRR poszedł do wojska. W 1946 po powrocie z wojny grał w drużynie rezerw Dynama Kijów, po czym zakończył karierę piłkarską.